# Münster
Münster er en by i Tyskland den nordlige del af delstaten Nordrhein-Westfalen og er en kredsfri by. Münster er kulturelt og indbyggermæssigt centrum i den geografiske region Münsterland. Byens indbyggertal passerede i 1915 100.000. I dag har byen 275.000 indbyggere, hvoraf omkring 48.500 er studerende.
Byen er kendt for den Westfalske fred fra 1648, der i Münster og Osnabrück afsluttede den blodige Trediveårskrig. Ved samme kongres den 15. maj 1648 afsluttedes desuden den firsårige konflikt mellem Spanien og Nederlandene, så denne dato kan ses som fødselssted for de historiske Nederlande.
Byen var fra 1815 til 1946 hovedbyen i den preussiske provins Westfalen. Endnu i dag er den et betydeligt centrum for forvaltning og tjenesteydelser for hele forbundslandet.
I dag er den kendt som en cykelvenlig by. Münster har næsten ingen bakker, og der findes gader, hvor cykler har forkørselsret, eksempelvis "promenaden" på Münsters gamle bymur.
Desuden er byen kendt for sin smukke gammel bydel med en halv snes storkirker og flere mindre kirker. St. Paulus domkirke fra 805, St. Lamberti-kirke fra 1275, Clemenskirke fra 1745 og flere andre kirker ligger en stenkast fra hinanden. Et andet vartegn er det gotiske rådhus.
I 2004 vandt Münster LiveCom-Award, som den by i verden, der er bedst at bo i.